# Prawo prawniczej dźwigni
Prawo prawniczej dźwigni (the law of law’s leverage) – teoria sformułowana przez Owena D. Jonesa oraz Timothy`ego H. Goldsmitha na początku XXI wieku, zakładająca, że zmniejszenie częstotliwości danych zachowań za pomocą sankcji prawnych będzie tym trudniejsze (tj. tym wyższe sankcje prawne będą potrzebne, aby tego dokonać), im bardziej zachowanie to w środowiskach, w których wyewoluowało, przyczyniało się do zwiększenia dostosowania genetycznego osób przejawiających to zachowanie.
Innymi słowy: te zachowania, które sprzyjają reprodukcji gatunku będą trudniejsze do zwalczenia za pomocą przepisów prawa niż takie, które z punktu widzenia reprodukcji gatunku są obojętne.
Zdaniem Wojciecha Załuskiego teoria ta pomaga przewidzieć i wyjaśnić krzywe popytu na różne zachowania; a tym samym pomaga zrozumieć, dlaczego pewne zachowania ludzkie łatwiej można zmienić za pomocą prawa niż inne. Autorzy tej koncepcji założyli, że prawo istnieje po to, aby dokonywać określonych zmian w ludzkich zachowaniach, a więc jest czymś w rodzaju dźwigni poruszającej ludzkie zachowania i zależy od modelu ludzkiego zachowania, tak jak dźwignia zależy od punktu oparcia.